# Giuseppe Bastianini
Giuseppe Bastianini (Perugia, 8 marzo 1899 – Milano, 17 dicembre 1961) è stato un politico e diplomatico italiano.

## Biografia
Partecipò alla prima guerra mondiale come sottotenente degli Arditi. Fu membro della Massoneria. Aderì giovanissimo al Partito Nazionale Fascista e divenne segretario del fascio di Perugia nonché vicesegretario del PNF dal 1921 al 1923. Da quell'anno fino al 1927 fu membro del Gran Consiglio del Fascismo.
demagoghi, bisognava dare l’Italia a chi aveva la coscienza delle capacità di questa nazione vittoriosa [ma] era
necessario per riuscire, creare lo spirito rivoluzionario e l’ambiente favorevole ad un sì grande avvenimento. Ed
allora le squadre d’azione, già provate in cento azioni, già temprate dai tradimenti e dalle imboscate subite,
presero la formazione degli agili battaglioni d’assalto dei quali avevano la fede e lo spirito. E la spedizione
punitiva cambiò forma e ragione. Non c’era più da punire l’assassino del compagno di squadra, ma c’era da
creare la situazione rivoluzionaria. Bisognava colpire il governo e il parlamento agendo contro quella legge di
cui essi non si servirono quando l’Italia agonizzava e che si voleva inasprire soltanto contro coloro che avevano
fatto risorgere lo Stato […]. Il Fascismo, dimostrando in quell’epoca di essere il solo possessore delle forze
capaci a guidare e difendere lo Stato, aveva di fatto compiuto la rivoluzione e non gli rimaneva altro compito che
legalizzarla, cogliendo la prima occasione, attraverso la conquista del potere centrale»
(G. BASTIANINI, Rivoluzione, Giorgio Berlutti editore, Roma 1923, pp. 39-42)

### La marcia su Roma
Dall'agosto 1922 in poi, Bastianini ebbe parte notevole nella preparazione della marcia su Roma: nella Capitale, il 29 settembre, fu tra i pochi capi fascisti informati da Mussolini della prossima insurrezione; il 24 ottobre a Napoli - dove si trovava per il congresso del San Carlo - partecipò alla riunione ristrettissima all'Hotel Vesuvio, nel corso della quale Mussolini, i quadrumviri e i tre vicesegretari del partito approvarono il piano definitivo della insurrezione stessa. Da Napoli, la sera del 25, Bastianini raggiunse Perugia, scelta a sede del comando generale della "marcia", con l'ordine per i fascisti locali di occupare il capoluogo nella notte tra il 27 e il 28.
Da Perugia il 28 e il 29 lanciò, con altri esponenti fascisti locali, due proclami ai cittadini di Perugia e umbri in genere, per invitarli col primo a riconoscere l'autorità dell'esercito, che aveva assunto i poteri, e, col secondo, dopo l'invito del Re a Mussolini a formare il governo, per annunciare la vittoria fascista.

### Attività politica e diplomatica
A seguito della seduta del Gran Consiglio del 13 ottobre 1923, venne nominato segretario dei fasci all'estero, carica che mantenne sino al novembre 1926: sotto la sua guida la penetrazione fascista tra gli Italiani all'estero si accrebbe, ma al contempo aumentarono le frizioni (come dimostra il caso originato dall'assassinio di Nicola Bonservizi).
Eletto nel 1924 deputato al Parlamento, fu sottosegretario all'Economia nazionale dal 1926 al 1927.
Nel 1927 passò alla diplomazia svolgendo missioni a Tangeri, Lisbona e Atene. Nel 1932 fu nominato ambasciatore a Varsavia. Scelto dal Duce come ambasciatore a Londra nel 1939 in sostituzione di Grandi, cercò inutilmente di contrastare l'entrata in guerra dell'Italia. Rientrato in Patria nel giugno 1940, nell'inverno successivo partecipò alle operazioni militari sul fronte greco-albanese, guadagnandosi una decorazione al valor militare; nel frattempo, dal marzo 1939, era stato nominato consigliere nazionale alla Camera dei fasci e delle corporazioni.

### Il governatorato della Dalmazia
Conquistata con l'aiuto dei Tedeschi la Jugoslavia, il 7 giugno 1941 fu posto alla guida del Governatorato della Dalmazia su ordine del Duce. La sua opera come governatore venne valutata in modo del tutto opposto: Renzo De Felice lo ritenne uomo capace e realista, alieno da inutili violenze e disposto, quando possibile, ad aiutare le popolazioni locali e gli ebrei; gli jugoslavi invece lo accusarono di crimini di guerra e ne chiesero invano la consegna.
L'11 ottobre 1941 Bastianini istituì il Tribunale Straordinario della Dalmazia, che in meno di un mese, in una serie di processi lampo senza istruttoria, irrogò 48 condanne a morte, 35 delle quali furono immediatamente eseguite. Il 27 giugno 1942 diede ordine di creare il campo di concentramento di Melada, in cui furono internati migliaia di civili rastrellati nell'entroterra nel corso delle operazioni antipartigiane e in cui persero la vita circa mille prigionieri, 300 dei quali fucilati come ostaggi.
Procedette all'Italianizzazione della regione, rendendo obbligatorio l'insegnamento dell'italiano - accanto al croato e al serbo-montenegrino - nelle scuole e procedendo all'aggiunta del nome italiano dei toponimi, nonché modificando diversi nomi delle strade. Furono inoltre istituite delle borse di studio per gli studenti dalmati italiani e non italiani che avessero voluto proseguire gli studi in Italia, di cui fecero uso 52 ragazzi italiani e 211 tra croati e serbi. Bastianini fu duro nei confronti di quegli elementi serbi e croati considerati non fidati, che furono espulsi o imprigionati. La creazione del Governatorato della Dalmazia - ponendo ampie fasce di territorio sotto la diretta giurisdizione italiana - permise la salvezza di numerosi ebrei che furono inclusi o che riuscirono a rifugiarsi nella zona italiana, potendo così sfuggire alle persecuzioni tedesche e croate. Circa 4000 ebrei vennero concentrati nel campo di concentramento di Arbe ai fini di proteggerli dalla deportazione e da morte certa. A questi furono garantite condizioni di vita molto migliori rispetto agli slavi deportati nello stesso campo, che invece subirono ogni sorta di privazione.
Nelle sue memorie - che non parlano minimamente del suo periodo in Dalmazia e delle sue attività repressive - Bastianini afferma invece che per la sua difesa degli ebrei venne definito dal Ministro degli Esteri tedesco Joachim von Ribbentrop "ebreo onorario": "Quell'epiteto era un omaggio fattomi da Ribbentrop quando mi trovavo in Dalmazia dove avevo aperto le porte agli ebrei che fuggivano dal territorio jugoslavo per non venire presi dagli ustascia e consegnati alla Gestapo". Tale episodio non risulta peraltro avvalorato in alcun testo storico.
Al Governatorato della Dalmazia venne sostituito da Francesco Giunta.
Partecipò alla riunione del Gran Consiglio del fascismo del 24 luglio 1943 e votò l'Ordine del giorno Grandi contro Mussolini. Condannato a morte in contumacia nel Processo di Verona, Bastianini sfuggì alla esecuzione rifugiandosi sulle montagne toscane del Chianti e poi in Svizzera fino alla fine della guerra.

### Le accuse jugoslave e l'assoluzione
Al termine della seconda guerra mondiale il governo jugoslavo del Maresciallo Tito lo accusò di essere un criminale di guerra, per il suo ruolo di Governatore della Dalmazia, insieme al generale Mario Roatta e a Francesco Giunta, suo successore in tale veste. Per tali accuse non venne mai portato a processo in Jugoslavia. La Commissione italiana d'inchiesta per presunti criminali di guerra, nominata dallo Stato maggiore dell'esercito in accordo col Governo italiano per rispondere alle accuse elevate da diversi paesi nei confronti di centinaia di militari e civili accusati di diversi crimini, il 6 maggio 1946 sostenne che il comportamento di Bastianini era improntato a "eccessivo ossequio verso Mussolini" e di essersi circondato "di elementi fascisti che, non di rado, trascesero ad eccessi, così da provocare nella popolazione locale vivo risentimento anche contro il Governatore Bastianini dal quale non videro rispettate quelle esigenze fondamentali alle quali sentivano di avere diritto", ma la Corte d'Assise speciale di Roma nel 1947 lo assolse da ogni accusa, così come la Commissione per le sanzioni contro il fascismo.
Nel 1959, tornato a Milano, pubblicò presso la piccola casa editrice "Vitagliano" le sue memorie, dal titolo "Uomini, cose, fatti: memorie di un ambasciatore", ripubblicato da Rizzoli nel 2005 con il titolo Volevo fermare Mussolini.
Bastianini morì a Milano il 17 dicembre 1961.